# Токарев, Иван Демьянович
Иван Демьянович Токарев (5 мая 1920, пос. Угроеды, Сумская область — 12 мая 2014, Нижний Новгород) — воспитанник А. С. Макаренко по коммуне им. Дзержинского, участник Великой Отечественной войны, кавалер ордена Отечественной войны II степени, двух орденов Красной Звезды и 16 медалей, полковник запаса. После выхода в отставку много лет деятельно занимался пропагандой системы А. С. Макаренко, постоянный участник конференций, семинаров и иных мероприятий по этому направлению в России, в Молдавии, на Украине, в Чехословакии и в Германии. Эта деятельность получила положительный отклик как среди макаренковедов, так и широких кругов общественности. Последние годы проживал в Нижнем Новгороде.

## Детство
Родился 5 мая 1920 в посёлке Угроеды (ныне — Краснопольского района Сумской области) в семье потомственных крестьян. Там же окончил начальную школу в 1932 г.
В 1930 г., когда до Украины докатилась коллективизация, у семьи отобрали лошадь и корову, землю. Отца звали в колхоз, но он, как и многие тогда, отказался. За это его как единоличника обложили налогом: он должен был сдать столько-то молока, зерна, шерсти, мяса и так далее. Поскольку отдать налог было нечем, а тех, кто вовремя не сдавал требуемого, арестовывали, отца забрали. Семью выселили из дома. Их приютила двоюродная сестра отца.
Вскоре и самого отца выпустили из харьковской тюрьмы. Поскольку ни дома, ни земли, ни работы не было, отец решил отправиться на заработки. Мама нанималась на работу к соседям, меняла на еду оставшиеся вещи. Соседи подкармливали, чем могли: кто картошки даст, кто кусок тыквы… Но скоро есть стало нечего — начался страшный голод. Однажды брат пришёл с работы, лёг и умер.
Иван Демьянович так описывает дальнейшие события, в итоге которых он оказался в детском доме:

Тогда мама приняла решение, что нам в деревне оставаться нельзя. «Пусть мы, взрослые, умрём, — сказала она, — а вам жить нужно. Уезжай, Иван, в город с девочками». Была у мамы надежда и на старшую дочь. Из письма знали мы, что она в Харькове устроилась на завод и живёт в общежитии.
…Большого города я до той поры никогда не видывал. Вокзальная суета оглушила нас. Посадил я сестрёнок на скамейку, велел себя дожидаться, а сам пошёл спрашивать, как мне улицу нужную найти. Вернулся, а девочек нет. Я метнулся туда-сюда и заплакал навзрыд. Дворник, который перрон мёл, меня успокоил: «Тут всех беспризорных детей в приют забирали. Да ты не волнуйся, они там не пропадут, наоборот, им же лучше будет». Я поехал к сестре. Она меня оставила у себя в общежитской комнате. Девушки, её товарки, отнеслись к моему появлению с пониманием. И дело для меня нашлось: пока они работали, я с их карточками стоял в очередях. Однажды из такой очереди меня вместе с другими подростками «взяли» как беспризорника. Сначала нас повезли в детский приёмник, помыли в бане, продезинфицировали одежду, а потом отправили в детдом на окраине города..

Только через несколько дней Иван нашёл возможность уйти в «самоволку» и предупредить сестру. Через некоторое время их отправили в Полтавскую область в детскую трудовую коммуну имени Постышева, располагавшуюся в бывшем монастыре. Через год большую группу воспитанников перевели в Харьковскую коммуну имени Дзержинского.
Своё знакомство с коммунной Иван Демьянович описывает так:

Когда мы вошли на её территорию, ахнули: кругом чистота, порядок, асфальтированные дорожки, клумбы с розами. Коммунары ходят в красивых формах и тюбетеечках. Нас пригласили в «громкий клуб» (где обычно проходили собрания, был ещё «тихий» — для чтения и учебных занятий) и познакомили с Макаренко, который нам рассказал о здешнем порядке и обратил внимание, что ни колючей проволоки, ни даже калитки в коммуне нет: «Если кому что не понравится — можно уходить смело».
Ежедневно, кроме выходных, коммунары работали по 4 часа после школы (в школе проводили 5 часов). Дело в том, что коммуна была на хозрасчёте. На каждого коммунара была заведена сберкнижка, куда перечислялись заработанные им деньги, вычитались лишь расходы на питание (120 рублей в месяц). Поэтому при выпуске (в 18-летнем возрасте) каждый получал сберкнижку с немалой для того времени суммой и мог потратить её по своему усмотрению. Самообслуживание и созидательный труд составляли основу всего воспитательного процесса.

Ребята знали, что отдых нужно заработать. Тогда они смогут поехать в Москву, Ленинград, отправиться в увлекательный поход по Крыму или по Кавказу или просто целый месяц жить в палаточном лагере на берегу Донца, удить рыбу, купаться и загорать. На заработанные деньги коммунары еженедельно ходили в театр, у них там были свои постоянные места. В самой коммуне работали десятки кружков, в которых можно было заниматься по интересам спортом, наукой и техникой, выпускать газеты, ставить спектакли, играть в оркестре. Жизнь в коммуне была интересной, насыщенной, и, главное, она открывала перед детьми широкие горизонты. После рабфака многие продолжали учиться, стали специалистами.
Когда Иван уже почти 2 года прожил в коммуне, отец вернулся с заработков. Он привёз денег для обзаведения хозяйством, нашёл в деревне дом, где можно жить, и поехал в Харьков собирать уцелевшую от голода часть семьи. Старшая сестра помогла ему найти сестрёнок, все вместе приехали они и за Иваном. Он сначала обрадовался, что отец жив-здоров, но потом огорчился — не хотел возвращаться в деревню. Макаренко его понял и сказал: «Если хочешь, можешь у нас оставаться». Иван объяснил отцу, что в городе для него перспектив больше: и работа есть, и специальность, и образование получает. Отец не настаивал — Иван был уже взрослым 16-летним парнем. Его сёстры так и остались с отцом, Иван их навещал и всю жизнь продолжал им помогать.
В 1937 г. после выпуска из Коммуны Иван Токарев поступил в харьковский архитектурно-строительный техникум, где проучился 3 года. С 1940 по 1941 гг. — курсант Харьковского, а затем Ульяновского военного училища связи.

## Участие в Великой Отечественной войне
С июля 1941 г. И. Д. Токарев назначен командиром радиовзвода 434-го, а затем 514 батальона аэродромного обслуживания (БАО), 5-й воздушной армии (5ВА), созданной в 1941 г. из отдельных авиачастей. Командующим 5ВА был генерал-майор авиации Сергей Кондратьевич Горюнов.
Штаб 5ВА располагался в станице Крымской (сейчас г. Крымск) Краснодарского края. Там же находились и её тылы — районы авиационного базирования для обслуживания боевых авиачастей. Начиная с августа и до конца 1942 г. продолжались оборонительные операции войск Северо-Кавказского фронта и 514БАО обслуживал авиачасти, расположенные на аэродроме г.Адлер. Здесь размещались бомбардировщики ТБ-3, ДБ-3, СБ-2, истребители ЛаГГ-3, с которыми руководимые Токаревым радисты взвода поддерживали радиосвязь при боевых вылетах и длительную радиосвязь с ДБ, уходившими на задание днём и ночью.
Адлерский аэродром подвергался частым ночным и дневным налётам фашистской авиации и радистам приходилось укрывать и маскировать свою технику в вырытых капонирах, менять места расположения, чтобы бесперебойно обслуживать радиосвязью боевые авиасоединения, улетавшие бомбить вражеские позиции и скопления вражеских войск в предгорьях Кавказа.
Почти ежедневно в течение 4-х месяцев 1942 г. ТБ вылетали в ночное время из Адлера в Крым с грузом продовольствия и оружия для крымских партизан. Роль радиосвязи и пеленгации во время крымских рейсов наших ТБ была очень важна, особенно в ночное время, так как посадка самолётов осуществлялась со стороны моря. Командование 5ВА после изгнания фашистов с предгорий Кавказа отдало приказ о награждении всего личного состава 514БАО медалью «За оборону Кавказа».
1 сентября 1942 г. Северо-Кавказский фронт был преобразован в Черноморскую группу войск Закавказского фронта (ЧГВ), которую поддерживала с воздуха авиация Черноморского флота и части 5ВА, размещавшиеся на аэродромах вдоль Кавказского побережья от Геленджика до Сухуми. Боевые действия авиации и их взаимодействие в обороне Кавказа усложнялись большой протяжённостью фронта и высокогорной местностью, ввиду чего связь между частями поддерживалась исключительно с помощью радио.
В ходе январских боёв 1943 г. наземные войска вышли из горно-лесистой местности на просторы Кубани, и авиационные полки начали перемещаться на кубанские аэродромы, а вслед за ними и тылы 5ВА.
В начале февраля 1943 г. войска Донского фронта освободили г. Сталинград, что дало возможность частям 5ВА выйти на степные просторы и преследовать вражеские полки, отступающие на запад.
12 февраля 1943 г. в итоге решительной атаки советские войска взяли г.Краснодар. За бесперебойную радиосвязь во время этих боёв И. Д. Токарев был награждён медалью «За боевые заслуги».
В марте 1943 г. ЧГВ была упразднена, а Северо-Кавказскому фронту Верховное Главнокомандование выделило дополнительные средства с целью завершения разгрома противника на Таманском полуострове. 5ВА и её тылы приступили к выполнению и этой задачи, получив на вооружение самолёты Як-1, Ла-5, которые не уступали по своим тактико-техническим данным фашистским Ме-109.
В начале августа 1943 г. основные силы Воронежского и Степного фронтов сосредоточились на белгородско-харьковском направлении. Войска Степного фронта обеспечивала авиация 5ВА и её тылы, а 23 авг.1943 гг. Харьков был освобождён от фашистских захватчиков.
20 окт.1943 г. Степной фронт был переименован во 2-й Украинский, а 5ВА вошла в его состав. С конца декабря 1943 г. по апрель 1944 г. развернулись бои по освобождению Правобережной Украины и Крыма. Связисты 514БАО, получив новую технику, продолжали помогать осуществлению взаимодействия между авиаполками и вышестоящими штабами.
После окружения и уничтожения вражеской группировки под Корсунь-Шевченковским 18.02.1944 г. войска 2УФ и авиаполки 5ВА со своими тылами приступили к освобождению Молдавии, а уже в марте 1944 г. ударная группировка 2УФ вышла к реке Прут. 24 авг.1944 г. освобождён г. Кишинёв и в этот же день румынская армия прекратила сопротивление и объявила войну Германии, бои перекинулись на земли Румынии.
Связисты роты связи 514БАО во всех периодах боёв в горных районах Румынии хорошо обеспечивали командование авиаполков проводной и радиосвязью на земле и в воздухе, за что И. Д. Токареву была вручена вторая медаль «За боевые заслуги».
При освобождении северной части Трансильвании, в горной её части, колонна автомашин 514БАО с радиостанциями взвода была обстреляна вражеским истребителем и несколько машин с горючим были подожжены и свалились в пропасть, а автомобиль ГАЗ-АА с мощным передатчиком радиостанции 11-АК был пробит пулями крупнокалиберного пулемёта, в силовой машине повреждён двигатель зарядного агрегата и ходовая часть автомобиля, ранены два радиста.
После выезда на плоскогорье предстояла работа на полевом аэродроме по обслуживанию радиосвязью истребительных полков 5ВА. Встала задача как организовать радиосвязь с неисправным передатчиком и с повреждённым движком для зарядки аккумуляторов в полевых условиях: радиосвязь была нужна для дальнейших наступательных действий штурмовой и истребительной авиации.
Начальник связи (НС) 5ВА И. С. Давыдов приказал во что бы то ни стало вернуть в строй повреждённую радиостанцию. Закипела работа: радисты взвода взялись за ремонт передатчика, механики — за ремонт зарядного агрегата и ходовой части автомобиля. Половина дня и ночь потребовались для того, чтобы радиостанция была отремонтирована, а радиосвязь восстановлена.
За проявленную находчивость и образцовое выполнение приказа НС 5ВА И. Д. Токарев был награждён орденом «Красная звезда», а расчёт радиостанции — медалями «За боевые заслуги».
К концу октября 1944 г. советские войска вступили в Венгрию, на землях которой продолжались ожесточённые бои, и лишь к концу декабря был окружён г. Будапешт. Чтобы избежать дальнейшего кровопролития и оградить город от разрушений, командованию окружённой вражеской группировки предъявлен ультиматум о капитуляции. Ультиматум был отвергнут, а парламентёры 2-го и 3-го УФ убиты. Начался штурм города и к середине февраля 1945 г. Будапешт был взят. Связисты радиовзвода, осуществляя взаимодействие авиачастей, потерь не понесли.
Войска 2УФ продвигались к границам Чехословакии и к середине апреля 1945 г. боевые части 5ВА со своими тылами вели бои за овладение городами Братислава и Вена. 514БАО базировался на аэродроме посёлка Вайнори, вблизи Братиславы, где радисты радиовзвода первыми в части услышали по радио об окончании этой тяжёлой войны. Наступил долгожданный мир.

## Послевоенная служба
После окончания ВОВ части 5ВА и её тылы возвратились на Родину, 514БАО располагался на аэродроме г. Первомайск, Николаевской области. И. Д. Токарев был откомандирован в Одесский военный округ командиром радиороты 2-го узла связи 5ВА в 1946 г., где прослужил три года. В 1949 г. поступил в Харьковское Высшее авиационное инженерное училище. После окончания училища в июне 1954 г. И. Д. Токареву присвоена квалификация инженера-радиста ВВС. С июля 1954 по сентябрь 1960 гг. — начальник лаборатории в системе ПВО Московского военного округа. С сентября 1960 по июнь 1968 гг. — старший преподаватель Горьковского зенитно-ракетного училища ПВО. Уволен в запас в 1968 г..

## Деятельность после ухода в запас и отставку
После ухода в запас И. Д. Токарев с 12 дек. 1968 г. по 2 янв. 1975 г. работал преподавателем Горьковского радиоклуба ДОСААФ, где готовил операторов-локаторщиков для Советской Армии, а с 1975 по сентябрь 1978 г. работал руководителем радиокружка Дома пионеров Ленинского р-на. С сентября 1978 до августа 1987 г. работал начальником штаба ГО Городского треста ресторанов и кафе. С октября 1988 по август 1990 г. принят на должность преподавателя кафедры педагогики Горьковского межобластного ИПК профтехобразования РСФСР.
Поскольку в Нижнем Новгороде Иван Демьянович является единственным воспитанником Детской трудовой коммуны им. Ф. Э. Дзержинского, которой руководил с 1927 по 1935 г. педагог и писатель А. С. Макаренко, то в связи с этим ему приходилось участвовать во многих конференциях и симпозиумах, не считая выступлений в школах, колледжах, педуниверситетах, институтах СССР, России и за её пределами (на Украине, в Молдавии, Чехословакии и Германии)..
Главные положения деятельности И. Д. Токарева в этом направлении видны из цитаты:

…я стремлюсь к тому, чтобы о системе Макаренко вспомнили учителя и руководители образования. Многие из них знают: основатель коммуны придавал большое значение труду. Но труду высокопроизводительному — об этом забывают.
Когда Антон Семёнович принял коммуну, он сразу же стал заботиться о строительстве производственных мастерских. Коммунары строили их своими руками. Макаренко добился, чтобы мастерские были оснащены самым передовым по тому времени оборудованием. Именно в них были изготовлены первые отечественные электродрели и лучшие в то время отечественные фотоаппараты. Я убеждён: этот опыт следует использовать и в современных условиях. Нужно, чтобы старшеклассники работали и видели плоды своего труда.
…

Подобный опыт нужно внедрять везде. Школа, обеспечивающая себя сама, воспитает лучшие качества в своих учениках.
Отмечая неподдельный интерес многих иностранных специалистов к системе Макаренко, Иван Демьянович с огорчением пишет о совсем другом отношении к этому направлению в своём отечестве:

Жаль, что в Нижнем Новгороде педагогической системой Макаренко мало интересуются. Поэтому и уровень подростковой преступности у нас один из самых высоких в России. Я провёл анализ показателей, публикуемых в течение нескольких лет в «Областном статистическом вестнике», вычертил графики и диаграммы, послал свою работу губернатору, посоветовал вспомнить положительный опыт коммун. Предложил свою помощь. Моё письмо (мне пришло уведомление) направили в Министерство образования. Ответа я не дождался.